# Tayeb Maroci
Tayeb Maroci (sinh ngày 1 tháng 6 năm 1985 ở Maghnia, Algérie) là một cầu thủ bóng đá người Algérie. Hiện tại anh thi đấu ở vị trí tiền vệ cho JS Kabylie ở giải vô địch Algérie.
Anh từng thi đấu ở cấp độ U-23  và đội tuyển quốc gia Algérie A’ trong trận giao hữu với USM Blida.

## Sự nghiệp câu lạc bộ
- 2004-2005 IRB Maghnia
- 2005-2008 USM Blida
- 2008-2010 JS Kabylie
- 2010-2012 JSM Béjaïa
- 2012-pres. JS Kabylie